# Numan Köprülü
Numan Köprülü (né v. 1670, mort à Candie le 6 février 1719) est un grand vizir de l'empire ottoman.

## Biographie
Il était issu de la famille turque d'origine albanaise des Köprülü. Fils aîné du grand vizir Fazıl Mustafa Köprülü, il nait à Constantinople vers 1670. En 1696 il participe à la guerre contre l'Autriche à la tête de 150 fantassins. En 1700 il est fiancé à Aischa Sultane une fille du sultan Mustapha II et il devient sixième vizir.
Il est ensuite beglerbeg d'Erzurum en mars 1701 puis d'Anatolie en octobre 1702. Après le remplacement du sultan Mustapha II par Achmet III il est nommé commandant d'Eubée en juin 1704 et il épouse sa fiancée en avril 1708. Rappelé à Constantinople en décembre 1709, il est nommé beglerbeg de Bosnie mais envoyé comme commandant de la place de Belgrade.
Il devient grand vizir d'Ahmed III le 16 juin 1710, mais il ne reste en charge que deux mois car il s'oppose à la guerre que Charles XII de Suède veut faire faire par la Sublime Porte à la Russie. Il déçoit le sultan et est destitué dès le 17 août 1710.
Pendant les neuf dernières années de sa vie il occupe des fonctions administratives et militaires dans l'empire ottoman en Bosnie au Karabagh à Belgrade et en Crète. Il meurt à Candie le 6 février 1719. 